# Distretto regionale di Qathet
Il distretto regionale di Qathet (qRD) è un distretto regionale della Columbia Britannica, Canada, di 21.496 abitanti (2021), che ha come capoluogo Powell River.

## Storia
Al termine di una consultazione pubblica tenutasi durante l'anno precedente, nel luglio del 2018 il distretto ha modificato il suo nome da "Powell River Regional District" a "qathet Regional District". Il cambiamento risponde a due esigenze: evitare l'ambiguità tra il distretto e il suo capoluogo; rimuovere i riferimenti al retaggio coloniale: Israel Wood Powell fu infatti il sovrintendente locale per gli Affari Indiani tra il 1872 e il 1884. Il nome attuale è stato suggerito dal popolo Tla'amin e significa "lavorare insieme".

## Comunità
- Città e comuni
  - Powell River
- Villaggi e aree esterne ai comuni
  - qathet A
  - qathet B
  - qathet C
  - qathet D
  - qathet E